# Jabez Olssen
Jabez Olssen, né le 5 août 1975 à Dunedin, est un monteur néo-zélandais.

## Biographie
Jabez Olssen a commencé sa carrière en 1998 en montant des émissions de télévision. Il a travaillé sur plusieurs films de Peter Jackson.

## Filmographie
- 2002 : Le Seigneur des anneaux : Les Deux Tours - monteur additionnel
- 2005 : King Kong - monteur additionnel
- 2007 : Fog - court-métrage
- 2008 : Crossing the Line - court-métrage
- 2009 : Lovely Bones
- 2012 : Le Hobbit : Un voyage inattendu
- 2013 : Le Hobbit : La Désolation de Smaug
- 2014 : Le Hobbit : Histoire d'un aller et retour
- 2016 : Rogue One: A Star Wars Story
- 2018 : Pour les soldats tombés - documentaire
- 2021 : The Beatles: Get Back - documentaire
- 2023 : Now and Then - vidéoclip
- 2025 : Jurassic World : Renaissance